# 室田泰弘
室田泰弘（むろた やすひろ、1942年8月14日- ）は、日本のエネルギー工学者。

## 略歴
東京生まれ。1965年東京大学工学部卒、1967年同大学経済学部卒。1969年米国ペンシルベニア大学大学院修士課程修了（M.A.）。1972年日本経済研究センター主任研究員、1979年埼玉大学教養学部助教授を経て、1989年湘南エコノメトリクスを設立、同代表。

## 著書
- 『日本ソフト・パス エネルギー問題からの試論』 (東経選書)東洋経済新報社 1981
- 『エネルギーの経済学』 (経済学研究双書)日本経済新聞社 1984
- 『需要予測と経済予測』 (プレイマイコン・シリーズ) 培風館 1984
- 『知的職人の世紀 産業化のあとに何が変わるのか』中央経済社 1986
- 『炭酸ガス問題を考えるためのエネルギーモデルの開発』 (JCER discussion paper) 日本経済研究センター 1990
- 『エネルギー需要と産業構造』 (JCER discussion paper) 日本経済研究センター 1991
- 『電脳型経済予測入門 日本経済・産業構造・代表100社の将来を読む』東洋経済新報社 1998
- 『YouTubeはなぜ成功したのか 世界を席巻するモンスター・メディアの正体』東洋経済新報社 2007

### 共編著
- 『エネルギー』編 (実用経済学シリーズ）教育社 1984
- 『1995年のエネルギー需給予測』編. 日本経済研究センター 1985
- 『技術革新』編著 (実用経済学シリーズ） 教育社 1985
- 『パソコンによる経済予測入門 エコノメイトによる日本経済予測』伊藤浩吉, 槌屋治紀共著 東洋経済新報社 1992
  - 『パソコンによる経済予測入門 マクロ・産業連関分析のための 第3版』伊藤浩吉, 越国麻知子共著. 東洋経済新報社 2005

### 翻訳
- エイモリー・ロビンズ『ソフト・エネルギー・パス 永続的平和への道』槌屋治紀共訳 時事通信社 1979
- ウィリアム・D.ノードハウス『エネルギー経済学 エネルギー資源の効率的配分』鈴木篤之共訳. 東洋経済新報社 1982
- エイモリー・ロビンス, ハンター・ロビンス『エネルギー/戦争 非核未来への道』槌屋治紀共訳. 時事通信社 1983
- エイモリー・B.ロビンス, L.ハンター・ロビンス『ブリトルパワー 現代社会の脆弱性とエネルギー』槌屋治紀共訳. 時事通信社 1987
- ジェレミー・レゲット編著『地球温暖化への挑戦 政府・企業・市民は何をなすべきか グリーンピース・レポート』西岡秀三共監訳 ダイヤモンド社 1991
- 米国商務省『ディジタル・エコノミー 米国商務省リポート』東洋経済新報社 1999
- 米国商務省『ディジタル・エコノミー2000 米国商務省リポート』編訳 東洋経済新報社 2000
- ダイアン・コイル『脱物質化社会』矢野裕子, 伊藤恵子共訳. 東洋経済新報社 2001
- W.D.ノードハウス『地球温暖化の経済学』山下ゆかり, 高瀬香絵共訳 東洋経済新報社 2002
- 『ディジタル・エコノミー 米国商務省リポート 2002-2003』編訳. 東洋経済新報社 2002
- E.ブラインジョルフソン, B.カヒン編『ディジタル・エコノミーを制する知恵』平崎誠司共訳 東洋経済新報社 2002
- 『ディジタル・エコノミー 米国商務省リポート 2004』編訳. 東洋経済新報社 2004
- ダイアン・コイル『ソウルフルな経済学 格闘する最新経済学が1冊でわかる』矢野裕子, 伊藤恵子訳 インターシフト 2008
- ウィリアム・J. ミッチェル, クリストファー・E. ボローニ=バード, ローレンス・D. バーンズ『「考えるクルマ」が世界を変える アーバン・モビリティの革命』東洋経済新報社 2012

## 論文
- <室田泰弘